# Хомбург (шляпа)

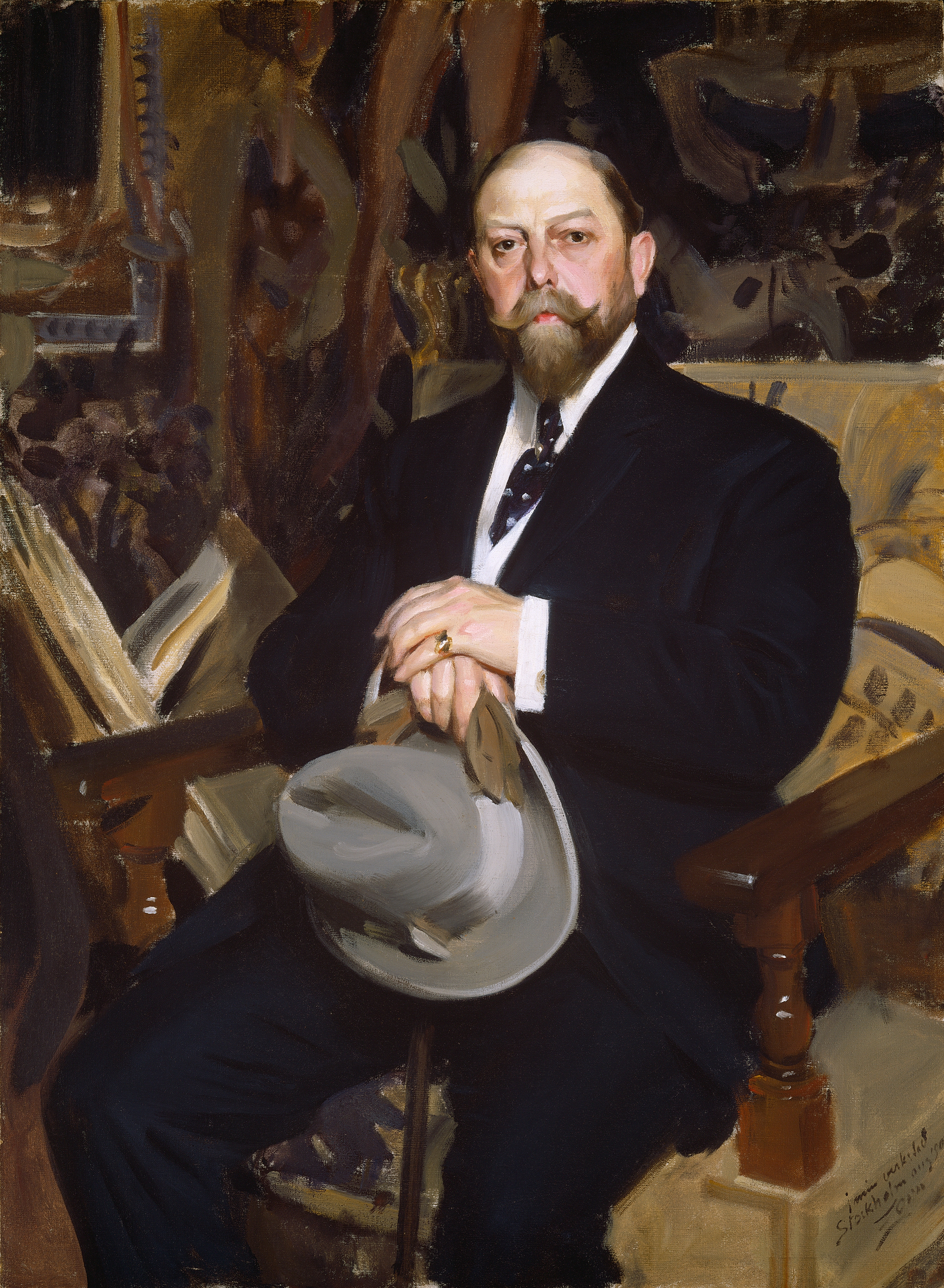
Андерс Цорн. Портрет Гуго Рейзингера с хомбургом. 1907

– Тогда вперед! Давайте трость, самые жёлтые туфли и мой верный зелёный хомбург. Я иду в парк кружиться в сельском хороводе.
Хо́мбург (нем. Homburg) — элегантная жёсткая мужская фетровая шляпа, обычно чёрного или серого цвета, с продольным заломом наверху, высоко загнутыми вверх окантованными полями и тёмной лентой по тулье. Первоначально изготавливался в Бад-Хомбурге и обрёл популярность в 1882 году благодаря принцу Уэльскому и будущему королю Великобритании Эдуарду VII, заказавшему шляпу во время отдыха на курорте. Бад-хомбургская шляпная фабрика Филиппа Мёккеля, производившая хомбурги, обрела благодаря этому заказу известность за рубежом. Шляпа шла принцу Эдуарду, и британцы стали заказывать себе в Германии такие же, как у принца, что льстило будущему монарху. Фабрика Мёккеля закрылась в 1931 году. Хомбург оставался в мужском гардеробе до 1950-х годов, его надевали к штреземану и костюму чёрного цвета на официальные и полуофициальные встречи.
После 1935 года получил распространение демихомбург — полужёсткая фетровая шляпа с прямыми полями без окантовки. В Великобритании такая шляпа чёрного цвета именовалась «иден» в честь молодого и франтоватого министра иностранных дел Энтони Идена. Хомбурги носили премьер-министры Чемберлен и Черчилль. Падение популярности хомбургов совпало по времени с крушением имиджа Чемберлена из-за его политики умиротворения Гитлера. Член Палаты общин и светский лев Генри Ченнон записал в дневнике в июне 1938 года: «Все теперь носят котелки, чёрные хомбурги уже не в моде».